# Culinária do Paquistão
A culinária do Paquistão (em urdu: پاک پکوان), famosa por sua riqueza e sabor,  pode ser descrita como uma mistura refinada das tradições culinárias do Afeganistão, Índia, Irã, Ásia Central e Oriente Médio.
No Paquistão, a culinária varia muito de região para região, refletindo a diversidade cultural e étnica do país, pode ser muito picante, no estilo do Sul da Ásia. Receitas do oeste do Paquistão (e até certo ponto do Panjabe), especialmente da Fronteira Noroeste, Baluchistão, Guilguite-Baltistão e Caxemira Livre, usam especiarias aromáticas suaves e menos óleo, ao gosto dos iranianos e outros povos da Ásia Central.

## Ingredientes e especiarias

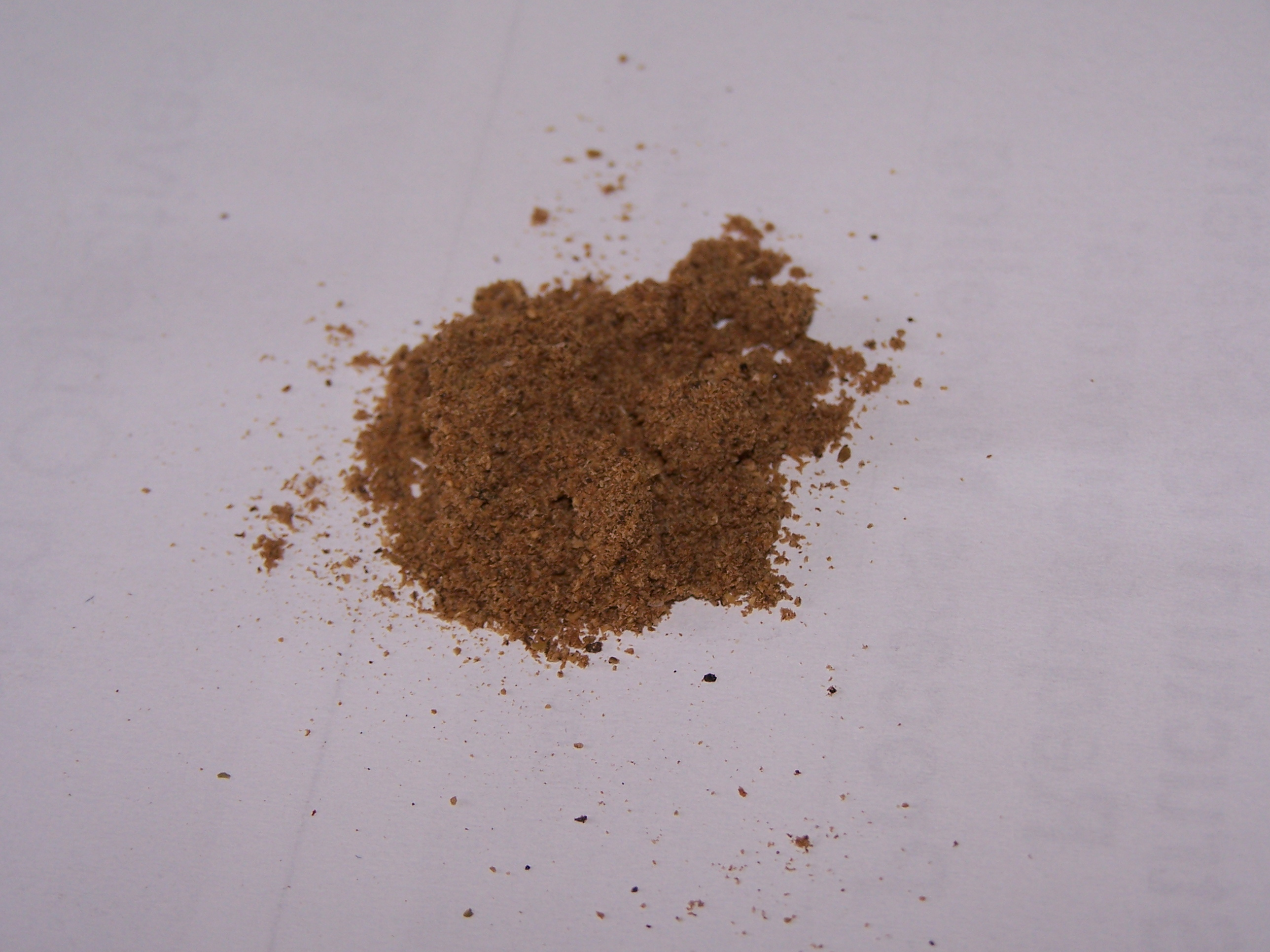
Garam masala.

O prato principal é servido com pão de trigo (naan) ou arroz. A salada geralmente é comida com o prato principal e não como entrada. Para sobremesa, são servidas uma variedade de frutas frescas ou doces.  No entanto, a carne desempenha um papel mais importante na culinária paquistanesa do que em outras culinárias do sul da Ásia. De acordo com um relatório de 2003, o paquistanês médio consumia três vezes mais carne do que o indiano médio.  De todas as carnes, as mais populares são a bovina, a de cabra, a de cordeiro e a de frango. Frutos do mar não costumam ser consumidos em grandes quantidades, embora fossem muito populares nas regiões costeiras de Sinde e Macrão, bem como no antigo Paquistão Oriental.
Garam masala é uma mistura de especiarias muito popular em muitas receitas paquistanesas. Outras especiarias típicas são cardamomo, canela, cravo, noz-moscada, macis e pimenta-do-reino. Sementes de cominho, sementes de cominho e folhas de louro também são amplamente utilizadas, assim como (em Punjab) o pó de coentro.

## Hábitos alimentares
Os paquistaneses geralmente fazem três refeições por dia: café da manhã, almoço e jantar. À tarde, muitas famílias tomam chá acompanhado de doces assados ou fritos da padaria local (ou caseiros). Durante o Ramadã, as refeições mudam para suhoor e iftar. É considerado correto comer apenas com a mão direita, conforme ditado pela tradição islâmica. Muitas famílias paquistanesas, especialmente em áreas rurais, ainda servem suas refeições em uma toalha de mesa conhecida como dastarkhan, que é estendida no chão.

### Café da manhã/nāshtā (ناشتہ)
Um café da manhã típico paquistanês, chamado localmente de nāshtā (ناشتہ), consiste em ovo (cozido, mexido, frito ou omelete), fatia de pão ou roti duplo (frito ou torrado), paratha, sheermal com chá ou lassi, qeema ( carne moída ), frutas frescas da estação (manga, maçã, melão, banana etc.), leite, mel, manteiga, geleia, shami kebabs e nozes. Vários doces (como bakarkhani, biscoitos, etc.) também estão incluídos no café da manhã.
Halwa puri e channay também são consumidos em feriados e fins de semana. No Punjab , sarson ka saag (folhas de mostarda) e maaki ki roti (pão de milho) são comuns, e em Carachi, o café da manhã pode até incluir nihari e paya. Devido ao clima quente e à atividade física relativamente alta, o café da manhã paquistanês tende a ser muito pesado.

### Comida

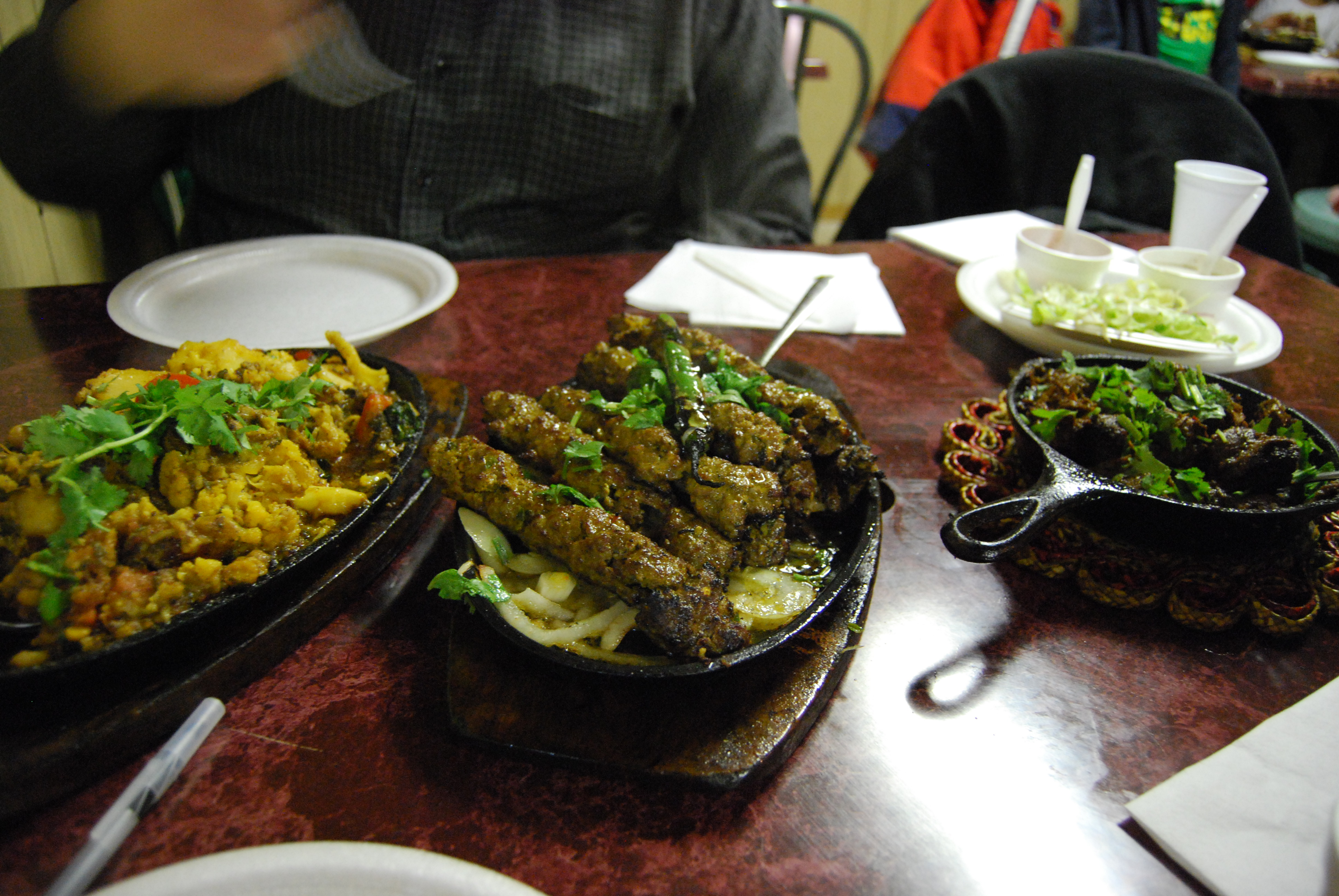
Vários jantares paquistaneses. De esquerda a direita: aloo gobi, kebab sij e karahi de vitela.

Uma refeição típica paquistanesa consiste em caril de carne ou grão-de-bico com Naan (pão) ou arroz. Outro prato popular são batatas com carne. Outros caril, como carne combinada com repolho ou biryani, também são populares. Alternativamente, nihari, bun kebab e peixe frito são populares entre os trabalhadores.

### Jantar
O jantar é considerado a refeição principal do dia, pois toda a família se reúne para a ocasião. Lentilhas raramente são consumidas no jantar, pois geralmente são consideradas uma refeição diurna. São preparadas receitas mais elaboradas e saborosas (haleem, pilaf, cafta, kebabs). É servido com arroz, pão ou ambos, bem como com iogurte, picles e saladas. O jantar pode ser seguido, embora não seja comum, pela sobremesa, que pode ser qualquer coisa, desde uma fruta até um doce tradicional, como kheer, gulab jamun, shahi tukray, gajraila, qulfi ou ras malai.

## Receitas

### Carils

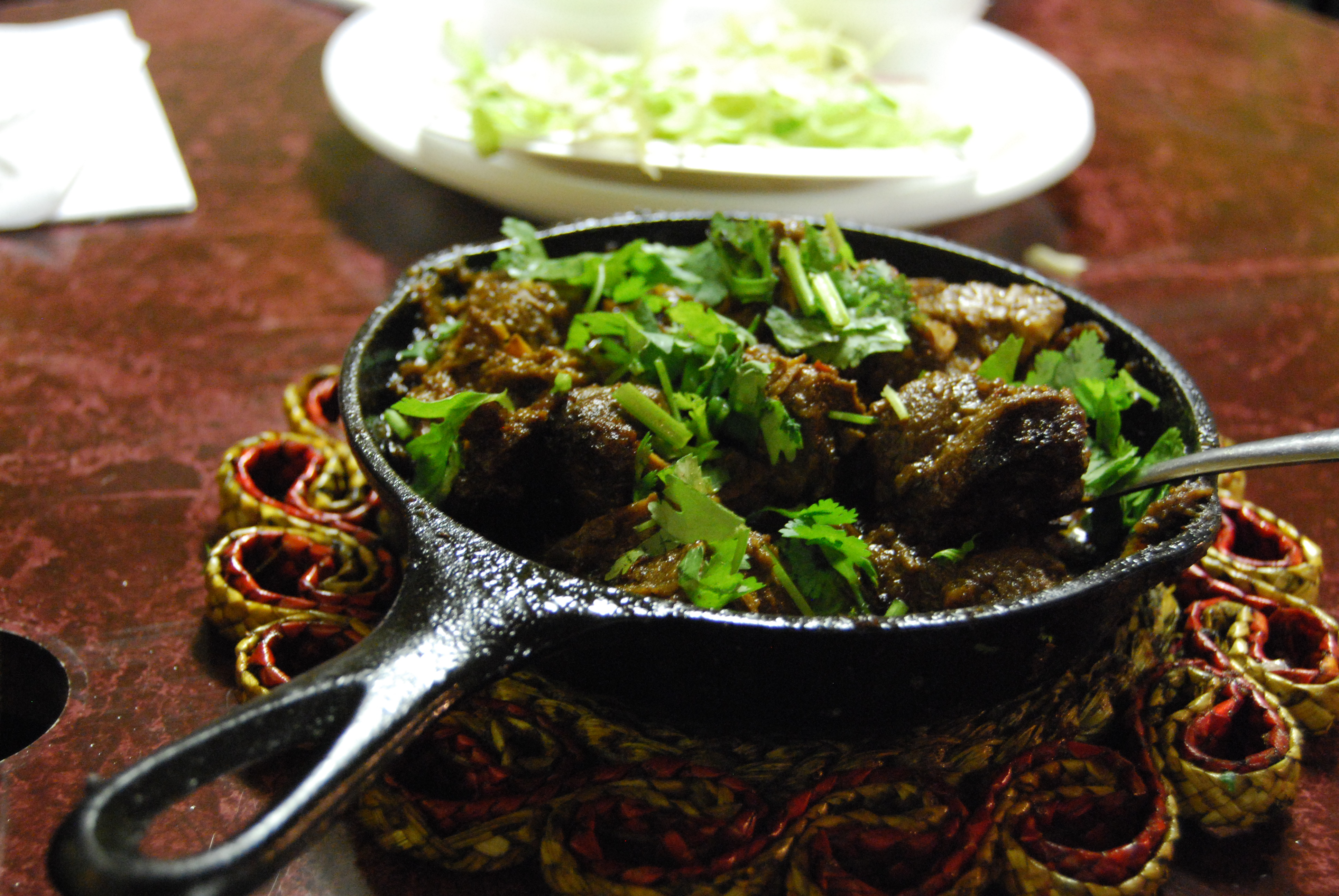
Karahi de carne bovina de Lahori, geralmente servido com naan feito na hora no tandur.

Caril, com ou sem carne, misturado com vegetais locais, como melão amargo, couve-flor, berinjela, quiabo, repolho, batata, rutabaga e saag, são as receitas mais comuns.
Um prato icônico do Paquistão é o karahi, feito de cordeiro ou frango cozido em molho de tomate . Este prato é consumido em todo o país, variando de uma região para outra.
Korma é um prato de origem mongol feito com frango ou cordeiro, normalmente comido com arroz e também muito popular em todo o Paquistão.

### Lentilhas
Vários tipos de legumes formam também uma parte importante da culinária do Paquistão. As lentilhas, telefonemas dal, têm sido consideradas tradicionalmente um alimento barato, pelo que hotéis e restaurantes costumam oferecer uma muito limitada variedade de pratos elaborados com elas. De fato, não costumam se servir aos convidados nem em ocasiões especiais.

### Churrasco etandur

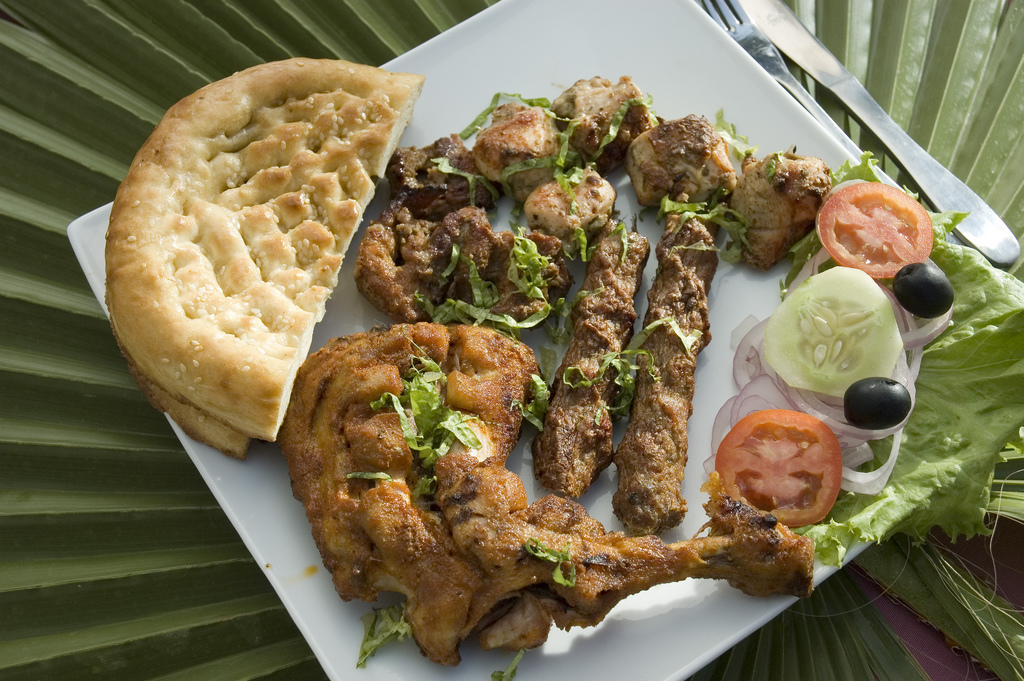
Vários pratos cozidos ao churrasco.

Pratos de churrasco são extremamente populares, sendo uma especialidade em Karachi e em algumas cidades do Punjab, como Lahore, Gujranwala e Sialcote, e na Fronteira Noroeste. Todos os pratos de churrasco incluem diversas ervas e especiarias e, portanto, são ricos em sabor, em vez de serem dominados apenas pela pimenta. As receitas populares incluem tikka de frango, tikka de ovelha, kebab Sikh, kebab Bihari e chakna. Sajji é um prato Baluchi do Paquistão Ocidental, feito de cordeiro recheado com arroz, que se tornou popular em todo o país.

### Arrozes

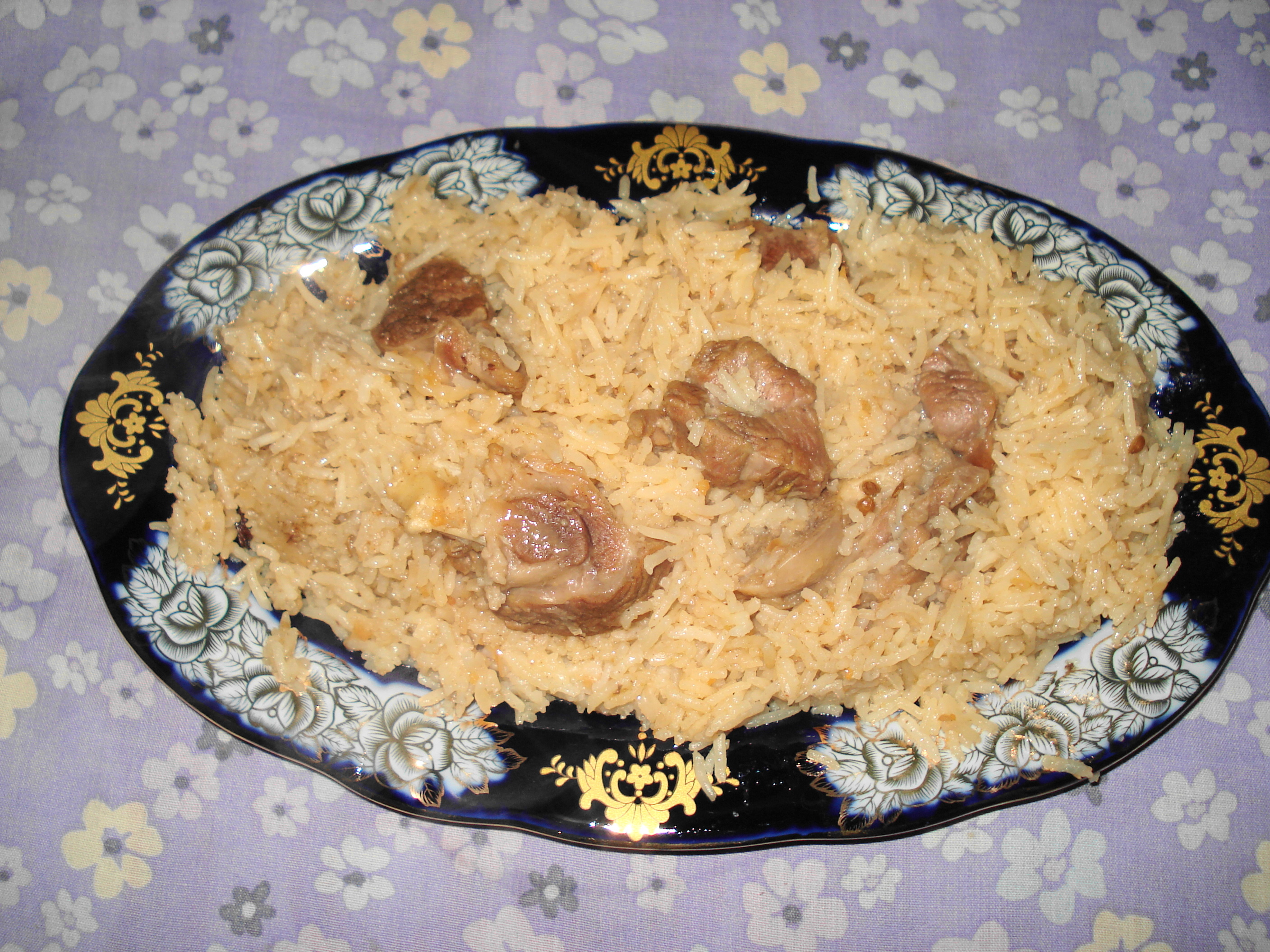
Pullao panjabi.

O Paquistão é um importante exportador e consumidor de arroz. O basmati é o tipo de arroz mais consumido no país.
Entre as receitas feitas com arroz estão muitas variedades de pullao (pilaf):
- Yakhni palao, com carne e caldo, que dá uma arroz escuro;
- Matar palao, com guisantes;
- Maash palao, um pilaf agridoce cozido com feijão verde, damasco e bulgur (um tipo de trigo).

Biryani é um prato muito popular no Paquistão, que tem muitas variantes, como Lahori e Sindhi biryani. Tahiri, que é um biryani vegetariano, também é popular.

### Pães

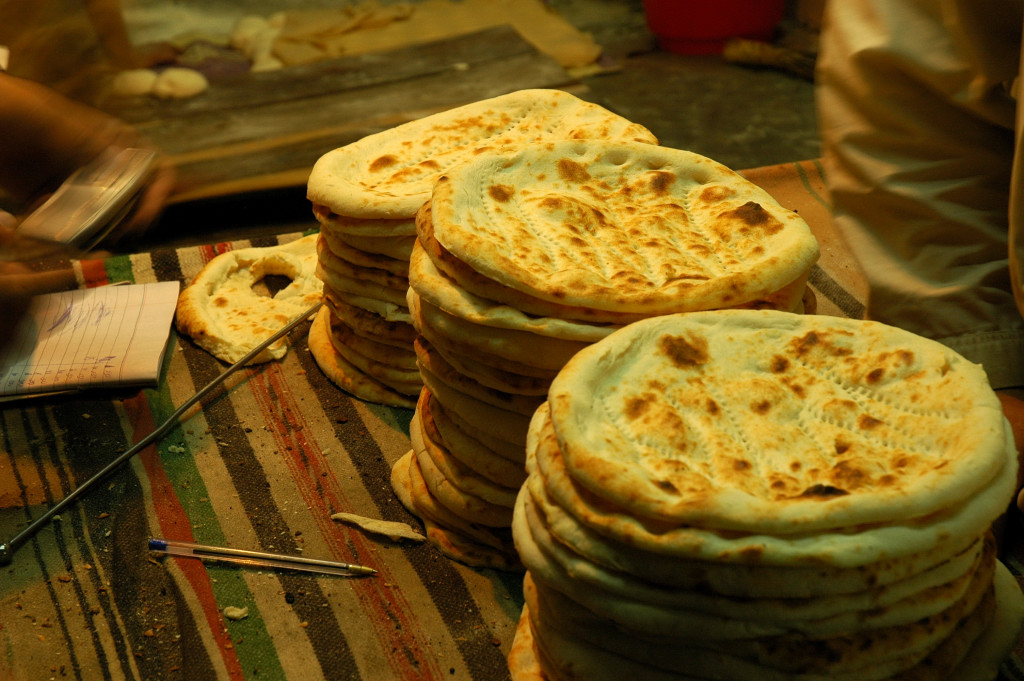
Naans Peshwari feitos na hora em um tandor (forno aberto).

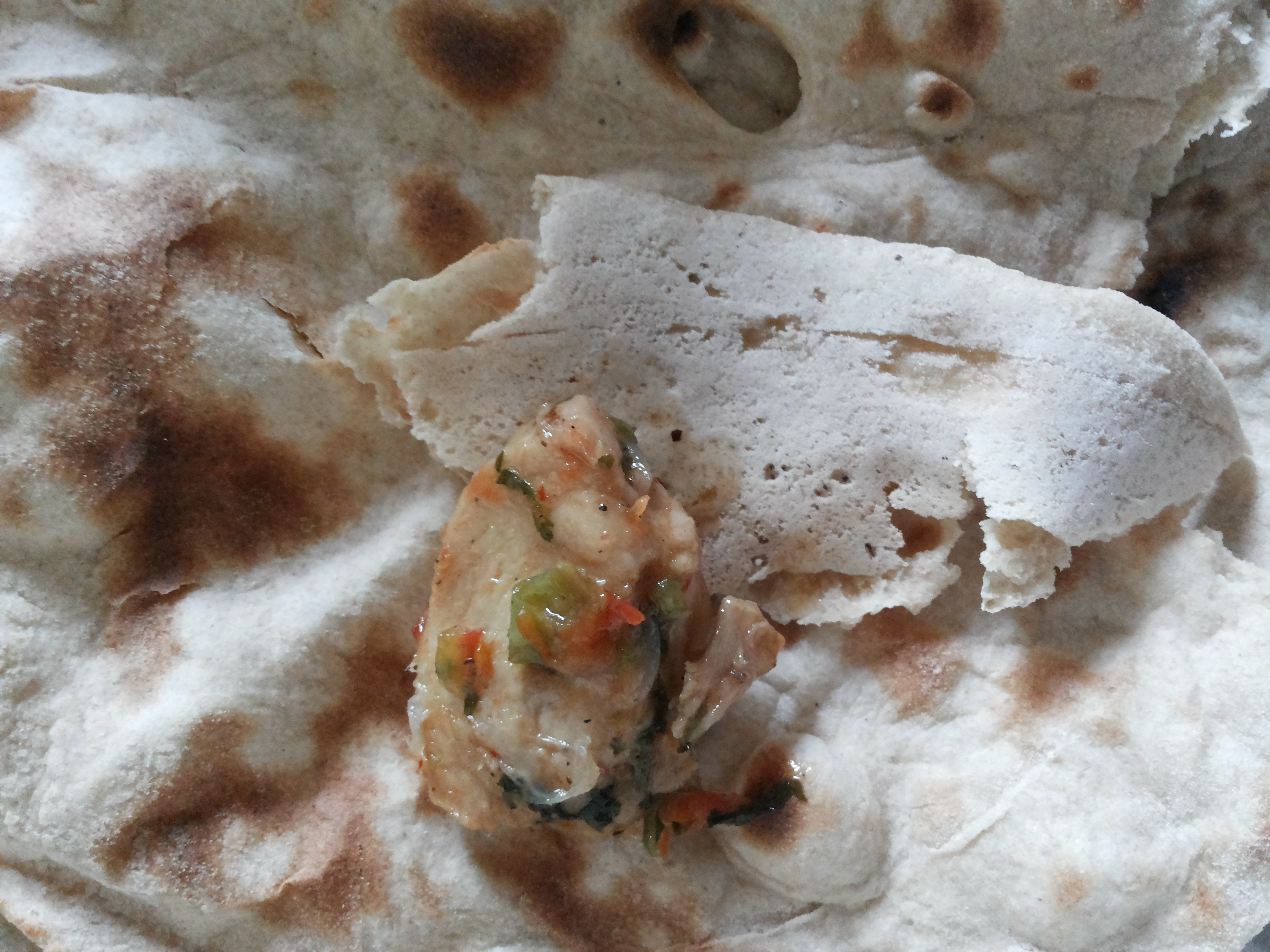
Roti com filé de frango

Os paquistaneses também comem um pão achatado redondo (roti) como parte básica de sua dieta. O Paquistão tem uma grande variedade de pães, geralmente preparados em um forno de barro tradicional chamado tandur. Alguns deles são:
- Chapati: um pão caseiro mais comum feito com farinha de trigo integral, fino e sem fermento.
- Tandoori roti, extremamente popular, é feito no tandur e pode ser consumido com quase qualquer receita.
- Paratha: várias camadas de chapati separadas com ghee. Originário do Punjabe, é frequentemente consumido no café da manhã e também pode ser servido com vários recheios.
- Naan: um pouco mais espesso que o chapati, geralmente feito com fermento e feito principalmente de farinha branca. Pode ser polvilhado com sementes de gergelim. eles geralmente são servidos com sri paya e nihari no café da manhã.
- Kulcha: um tipo de naan geralmente comido com grão-de-bico e batatas.
- Roghni naan: Naan polvilhado com sementes de gergelim e coberto com um pouco de óleo.
- Sheermal: preparado com leite e manteiga, é uma parte crucial do menu servido em casamentos, junto com o taftan. Geralmente é adoçado e muito apreciado pelas crianças.
- Taftan: pão com fermento, açafrão e um pouco de pó de cardamomo cozido no tandur.
- Naan de Kandahari : naan longo originário do oeste do Paquistão.
- Puri: normalmente tomado com halva ou bhurji (feito de grão-de-bico e batatas).

### Kebabs
Uma influência do Oriente Médio na culinária paquistanesa é a popularidade de carnes grelhadas, como o kebab. Os kebabs do Baluchistão e da Fronteira Noroeste são geralmente idênticos ao churrasco afegão, usando apenas sal e coentro para temperar, enquanto os kebabs de Sinde são geralmente picantes. Carachi é famosa por seus kebabs, que são picantes e geralmente marinados em uma mistura de especiarias, suco de limão e iogurte.

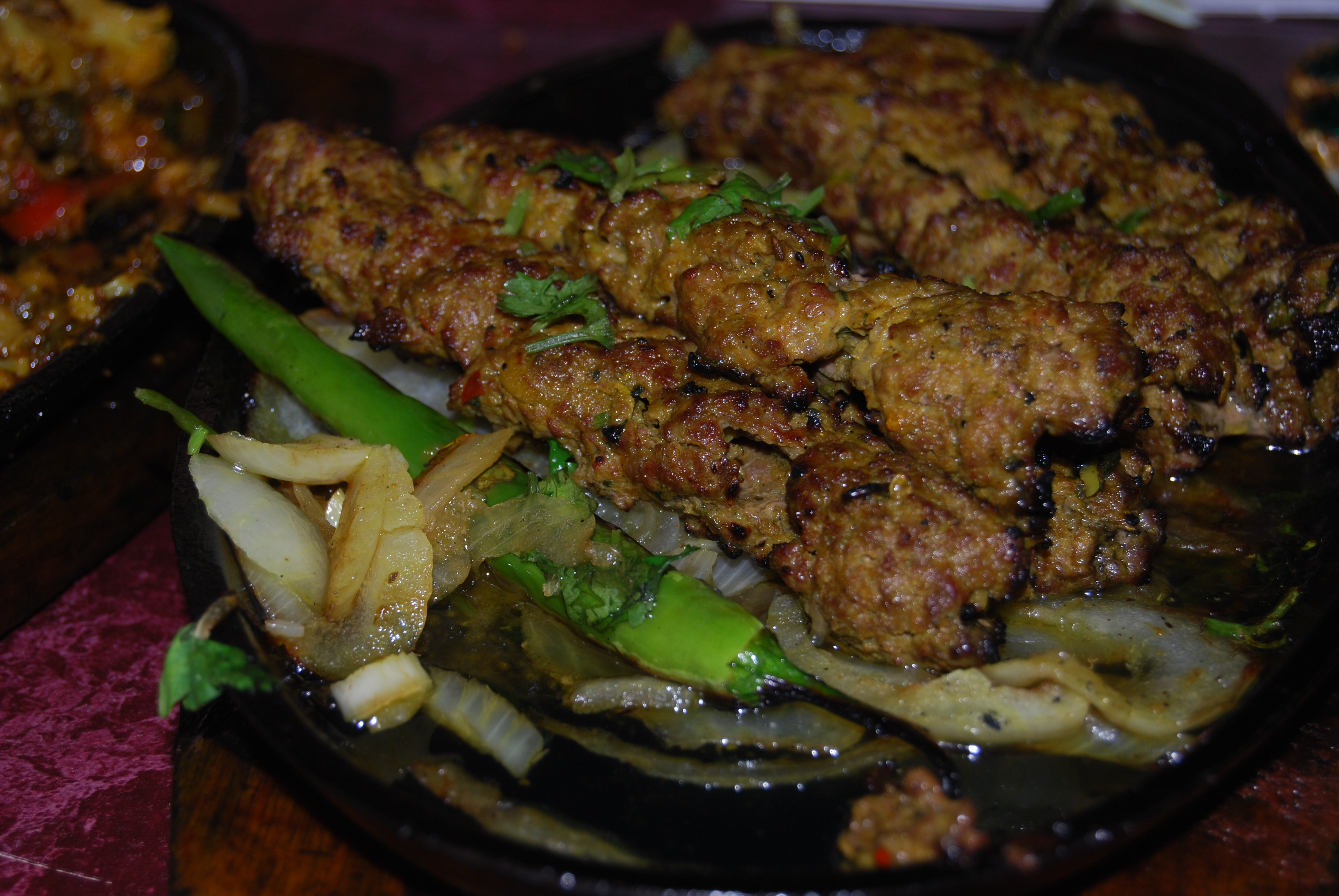
Kebabs sikh, uma das famosas especialidades paquistanesas.

Kebabs de carne bovina, frango e cordeiro são comuns na culinária paquistanesa, sendo os que combinam cordeiro e frango, como o kebab sique, especialmente populares. Alguns tipos são:
- Sikh kebab (سيخ کباب): um espeto longo de carne bovina misturada com ervas e temperos.
- Shami kebab (شامي کباب): uma pequena porção de carne picada ou frango, purê de grão de bico e temperos.
- Chapli kebab (چپلي کباب): um kebab redondo e picante feito de carne moída e cozido em gordura animal, uma especialidade da Fronteira Noroeste.
- <i id="mwAVI">Kebab</i> de frango (مرغ کباب): um kebab popular encontrado com e sem osso (não tão comum quanto os kebabs tradicionais).
- Kebab de cordeiro (کبابِ برہ گوشت): um kebab feito apenas de cordeiro, geralmente servido em cubos.
- Bihari kabab (بہاری کباب}}: carne no espeto misturada com ervas e temperos.
- Shashlik (شیشلیک): costeletas de cordeiro grelhadas (geralmente da perna), normalmente marinadas.
- Bun kabab (بن کباب}} – um sanduíche de kebab.
- Shawarma (شاورما): geralmente é um kebab ou tiras de cordeiro no naan com chutney e salada.
- Tikka kebab (تکہ کباب): feito de carne bovina, cordeiro ou frango, geralmente servido em cubos.

### Sobremesas
As sobremesas populares incluem sorvete de Pexauar, sheer khurma, kulfi, falooda, kheer, ras malai, phirni, zardah, shahi tokray, gajar ka halwah, carachi halva e rubri. O Paquistão tem uma longa lista de doces, sendo os mais populares gulab jamun, barfi, baclawa, kalakand, jalebi, panjiri e vários tipos de halvah, como multani sohen halvah e hubshee halvah.

## Bebidas
Os paquistaneses bebem grandes quantidades de chá (chamado localmente de chai). O chá preto (sabz chai) e o chá verde (qehwa) são populares, embora este último seja servido com mais frequência após as refeições na Fronteira Noroeste e no cinturão pastó do Baluchistão. O chai da Caxemira, um chá rosa com leite, pistache e cardamomo, é bebido principalmente em casamentos e durante o inverno, quando é vendido em muitas barracas. No norte do país, o chá de manteiga salgada é consumido no estilo tibetano.
Além do chá, há outras bebidas que fazem parte da dieta paquistanesa. Todas elas não são alcoólicas, porque o islamismo proíbe o consumo de álcool. Durante o século XX, bebidas como café e refrigerantes também se tornaram populares no Paquistão.
- Lassi: leite com iogurte, doce ou salgado
- Gola ganda : granizado de vários sabores
- Ganaay ka ras: caldo de cana
- Nimbu pani: limonada
- Sorvete
- Rooh afza: suco de frutas e ervas
- Shikanjabeen
- Sorvete de amêndoa
- Sherbet-e-sandal, uma bebida feita com essência de sândalo